# Deens voetbalelftal in 1993
Het Deens voetbalelftal speelde tien officiële interlands in het jaar 1993, waaronder zeven duels in de kwalificatiereeks voor het WK voetbal 1994 in de Verenigde Staten. De selectie, bijgenaamd The Danish Dynamite na de Europese titel van een jaar eerder, stond onder leiding van bondscoach Richard Møller Nielsen, die in het voorjaar van 1990 de Duitser Sepp Piontek was opgevolgd. De regerend Europees kampioen wist zich niet te kwalificeren voor de WK-eindronde in een groep met onder meer Spanje en Ierland. Op de in 1993 geïntroduceerde FIFA-wereldranglijst zakte Denemarken in 1993 van de 10de (augustus 1993) naar de 6de plaats (december 1993).

## Balans
| Wedstrijden | Wedstrijden | Wedstrijden | Wedstrijden | Doelpunten | Doelpunten | Doelpunten | Punten |
| Gespeeld    | Winst       | Gelijk      | Verlies     | Voor       | Tegen      | Saldo      | Punten |
| ----------- | ----------- | ----------- | ----------- | ---------- | ---------- | ---------- | ------ |
| 10          | 6           | 3           | 1           | 17         | 5          | +12        | 1.500  |

## Interlands
|                                                       |                                    |       |                                      |                                                                                        |
| 30 januari Vriendschappelijk № 570 «onderlinge duels» | Verenigde Staten                   | 2 – 2 | Denemarken                           | Sun Devil Stadium, Tempe Toeschouwers: 13.215 Scheidsrechter: Carlos Castellanos (MEX) |
| 30 januari Vriendschappelijk № 570 «onderlinge duels» | Bruce Murray 59' Joe-Max Moore 87' |       | 29' Mark Strudal 85' Jakob Kjeldberg | Sun Devil Stadium, Tempe Toeschouwers: 13.215 Scheidsrechter: Carlos Castellanos (MEX) |

|                                                        |                             |       |                             |                                                                                                  |
| 24 februari Vriendschappelijk № 571 «onderlinge duels» | Argentinië                  | 1 – 1 | Denemarken                  | Estadio Jose Maria Minella, Mar del Plata Toeschouwers: 34.683 Scheidsrechter: Sándor Puhl (HUN) |
| 24 februari Vriendschappelijk № 571 «onderlinge duels» | Claudio Caniggia 30' (pen.) |       | 12' (e.d.) Néstor Craviotto | Estadio Jose Maria Minella, Mar del Plata Toeschouwers: 34.683 Scheidsrechter: Sándor Puhl (HUN) |

|                                                   |                      |       |        |                                                                                  |
| 31 maart WK-kwalificatie № 572 «onderlinge duels» | Denemarken           | 1 – 0 | Spanje | Parken, Kopenhagen Toeschouwers: 40.272 Scheidsrechter: Mario van der Ende (NED) |
| 31 maart WK-kwalificatie № 572 «onderlinge duels» | Flemming Povlsen 21' |       |        | Parken, Kopenhagen Toeschouwers: 40.272 Scheidsrechter: Mario van der Ende (NED) |

|                                                   |                                  |       |         |                                                                             |
| 14 april WK-kwalificatie № 573 «onderlinge duels» | Denemarken                       | 2 – 0 | Letland | Parken, Kopenhagen Toeschouwers: 29.088 Scheidsrechter: Rune Pedersen (NOR) |
| 14 april WK-kwalificatie № 573 «onderlinge duels» | Kim Vilfort 68' Mark Strudal 76' |       |         | Parken, Kopenhagen Toeschouwers: 29.088 Scheidsrechter: Rune Pedersen (NOR) |

|                                                   |                 |       |                 |                                                                               |
| 28 april WK-kwalificatie № 574 «onderlinge duels» | Ierland         | 1 – 1 | Denemarken      | Lansdowne Road, Dublin Toeschouwers: 33.000 Scheidsrechter: Rémi Harrel (FRA) |
| 28 april WK-kwalificatie № 574 «onderlinge duels» | Niall Quinn 74' |       | 27' Kim Vilfort | Lansdowne Road, Dublin Toeschouwers: 33.000 Scheidsrechter: Rémi Harrel (FRA) |

|                                                 |                                                                    |       |         |                                                                            |
| 2 juni WK-kwalificatie № 575 «onderlinge duels» | Denemarken                                                         | 4 – 0 | Albanië | Parken, Kopenhagen Toeschouwers: 39.503 Scheidsrechter: Gerd Grabher (NOR) |
| 2 juni WK-kwalificatie № 575 «onderlinge duels» | John Jensen 11' Frank Pingel 20' Peter Møller 29' Frank Pingel 41' |       |         | Parken, Kopenhagen Toeschouwers: 39.503 Scheidsrechter: Gerd Grabher (NOR) |

|                                                      |                                                                                   |       |          |                                                                              |
| 25 augustus WK-kwalificatie № 576 «onderlinge duels» | Denemarken                                                                        | 4 – 0 | Litouwen | Parken, Kopenhagen Toeschouwers: 40.282 Scheidsrechter: Bragi Bergmann (ISL) |
| 25 augustus WK-kwalificatie № 576 «onderlinge duels» | Lars Olsen 12' Frank Pingel 42' Brian Laudrup 61' Aurelijus Skarbalius 70' (e.d.) |       |          | Parken, Kopenhagen Toeschouwers: 40.282 Scheidsrechter: Bragi Bergmann (ISL) |

|                                                      |         |                  |            |                                                                                               |
| 8 september WK-kwalificatie № 577 «onderlinge duels» | Albanië | 0 – 1            | Denemarken | Stadiumi Kombetar Qemal Stafa, Tirana Toeschouwers: 8.000 Scheidsrechter: Loizos Loizou (CYP) |
| 8 september WK-kwalificatie № 577 «onderlinge duels» |         | 64' Frank Pingel |            | Stadiumi Kombetar Qemal Stafa, Tirana Toeschouwers: 8.000 Scheidsrechter: Loizos Loizou (CYP) |

|                                                     |                   |       |               |                                                                          |
| 13 oktober WK-kwalificatie № 578 «onderlinge duels» | Denemarken        | 1 – 0 | Noord-Ierland | Parken, Kopenhagen Toeschouwers: 40.242 Scheidsrechter: Vadim Zhuk (BLR) |
| 13 oktober WK-kwalificatie № 578 «onderlinge duels» | Brian Laudrup 83' |       |               | Parken, Kopenhagen Toeschouwers: 40.242 Scheidsrechter: Vadim Zhuk (BLR) |

|                                                      |                     |       |            |                                                                                                   |
| 17 november WK-kwalificatie № 579 «onderlinge duels» | Spanje              | 1 – 0 | Denemarken | Estadio Ramón Sánchez Pizjuán, Sevilla Toeschouwers: 38.000 Scheidsrechter: Vasilis Nikakis (GRE) |
| 17 november WK-kwalificatie № 579 «onderlinge duels» | Fernando Hierro 63' |       |            | Estadio Ramón Sánchez Pizjuán, Sevilla Toeschouwers: 38.000 Scheidsrechter: Vasilis Nikakis (GRE) |

## FIFA-wereldranglijst
| AUGUSTUS | SEPTEMBER | OKTOBER | NOVEMBER | DECEMBER |
| -------- | --------- | ------- | -------- | -------- |
| 10       | 4         | 5       | 6        | 6        |

## Statistieken
| Peter Schmeichel    | 1963-11-18 | Manchester United      | 9  | 0 | 0 | 66 | 0 |
| Kim Brodersen       | 1964-02-03 | Lyngby BK              | 1  | 0 | 0 | 1  | 0 |
| Verdediging         |            |                        |    |   |   |    |   |
| Marc Rieper         | 1968-06-05 | Brøndby IF             | 10 | 0 | 0 |    |   |
| Lars Olsen          | 1961-02-02 | RFC Seraing            | 9  | 0 | 1 |    |   |
| Jakob Kjeldbjerg    | 1969-10-21 | Chelsea FC             | 8  | 1 | 1 |    |   |
| Jakob Friis-Hansen  | 1967-03-06 | Lille OSC              | 4  | 1 | 0 | 8  | 0 |
| Jes Høgh            | 1966-05-07 | Brøndby IF             | 1  | 3 | 0 |    |   |
| Michael Larsen      | 1969-10-16 | Silkeborg IF           | 1  | 1 | 0 |    |   |
| Claus Christiansen  | 1967-10-19 | Lyngby BK              | 1  | 0 | 0 | 5  | 0 |
| Brian Jensen        | 1968-04-23 | Brøndby IF             | 1  | 0 | 0 |    |   |
| Brian Kaus          | 1967-07-05 | FC Kopenhagen          | 1  | 0 | 0 | 1  | 0 |
| Michael Nielsen     | 1965-02-11 | FC Kopenhagen          | 1  | 0 | 0 | 1  | 0 |
| Torben Piechnik     | 1963-05-21 | Liverpool              | 1  | 0 | 0 | 12 | 0 |
| Bjørn Kristensen    | 1963-10-10 | Portsmouth             | 0  | 1 | 0 |    |   |
| Middenveld          |            |                        |    |   |   |    |   |
| Kim Vilfort         | 1962-11-15 | Brøndby IF             | 10 | 0 | 2 |    |   |
| Brian Steen Nielsen | 1968-12-28 | Fenerbahçe SK          | 9  | 1 | 0 |    |   |
| John Jensen         | 1965-05-03 | Arsenal                | 8  | 0 | 1 |    |   |
| Michael Laudrup     | 1964-06-15 | FC Barcelona           | 4  | 0 | 0 |    |   |
| Henrik Larsen       | 1966-05-17 | Waldhof Mannheim       | 3  | 3 | 0 |    |   |
| Bjarne Goldbæk      | 1968-10-06 | Tennis Borussia Berlin | 2  | 1 | 0 |    |   |
| Johnny Mølby        | 1969-02-04 | KV Mechelen            | 1  | 0 | 0 |    |   |
| Stig Tøfting        | 1969-08-14 | Hamburger SV           | 0  | 2 | 0 | 2  | 0 |
| Lars Højer Nielsen  | 1970-12-08 | FC Kopenhagen          | 0  | 1 | 0 | 1  | 0 |
| Martin Johansen     | 1972-07-22 | FC Kopenhagen          | 0  | 1 | 0 |    |   |
| Aanval              |            |                        |    |   |   |    |   |
| Brian Laudrup       | 1969-02-22 | AC Milan               | 9  | 0 | 2 |    |   |
| Frank Pingel        | 1964-05-09 | Bursaspor              | 6  | 0 | 4 |    |   |
| Lars Elstrup        | 1963-03-24 | Odense BK              | 5  | 0 | 0 |    |   |
| Flemming Povlsen    | 1966-12-03 | Borussia Dortmund      | 3  | 0 | 1 |    |   |
| Mark Strudal        | 1968-04-29 | Brøndby IF             | 1  | 1 | 2 |    |   |
| Peter Møller        | 1972-03-23 | FC Kopenhagen          | 1  | 0 | 1 |    |   |
| Søren Andersen      | 1970-01-31 | UE Lleida              | 0  | 1 | 0 | 1  | 0 |
| Bent Christensen    | 1967-01-04 | Olympiakos Piraeus     | 0  | 1 | 0 |    |   |